# Saxarpasjön
Saxarpasjön är en sjö i Mullsjö kommun i Västergötland och ingår i Göta älvs huvudavrinningsområde. Sjöns area är 0,033 kvadratkilometer och den befinner sig 230 meter över havet. Sjön uppges hysa mört och sutare.